# اسمار (بازیکن فوتبال، زاده ۱۹۸۲)
اسمار (انگلیسی: Osmar؛ زادهٔ ۲۳ فوریهٔ ۱۹۸۲) بازیکن فوتبال اهل برزیل است.
از باشگاه‌هایی که در آن بازی کرده‌است می‌توان به باشگاه فوتبال سانتاکروز اشاره کرد.